# 袁敬
袁 敬（えん けい、天監6年（507年）- 至徳3年9月21日（585年10月19日））は、南朝梁から陳にかけての人物。字は子恭。本貫は陳郡陽夏県。

## 経歴
南朝梁の司空の袁昂の子として生まれた。南朝梁に仕えて秘書郎を初任とし、太子舎人・太子洗馬・太子中舎人を歴任した。江陵が西魏の侵攻で陥落すると、袁敬は嶺南地方に流寓した。南朝陳が建国されると、袁敬は広州で欧陽頠の下についた。天嘉4年（563年）、欧陽頠が死去すると、その子の欧陽紇が広州刺史となり、袁敬は引き続いてこれに仕えた。太建元年（569年）、欧陽紇が南朝陳の宣帝に疑われて召還を命じられると、広州に拠って反乱を計画した。袁敬は欧陽紇を諫めたが、欧陽紇に聞き入れられなかった。章昭達が派遣されて欧陽紇は敗れたが、袁敬は欧陽紇の乱を阻止しようとした行為が評価されて、この年のうちに召されて太子中庶子・通直散騎常侍となった。まもなく司徒左長史に転じた。後に左民尚書となり、都官尚書に転じ、豫州大中正を兼ねた。太常卿・散騎常侍・金紫光禄大夫を歴任した。
至徳3年（585年）1月、特進を加えられた。同年9月、死去した。享年は79、左光禄大夫の位を追贈された。諡は靖徳といった。
子の袁元友が後を嗣いだ。

## 伝記資料
- 『陳書』巻17 列伝第11
- 『南史』巻26 列伝第16